# Jumeirah
Jumeirah is een langgerekt residentieel kustgebied in Dubai van de uitmonding van de Khor Dubai tot aan het kunstmatige eiland Palm Jumeirah. Het bestaat hoofdzakelijk uit lage privéwoningen. Er zijn zowel dure en grote villa's als bescheiden rijtjeshuizen in gevarieerde architectonische stijlen. Er is ook hier en daar moderne hoogbouw te vinden.

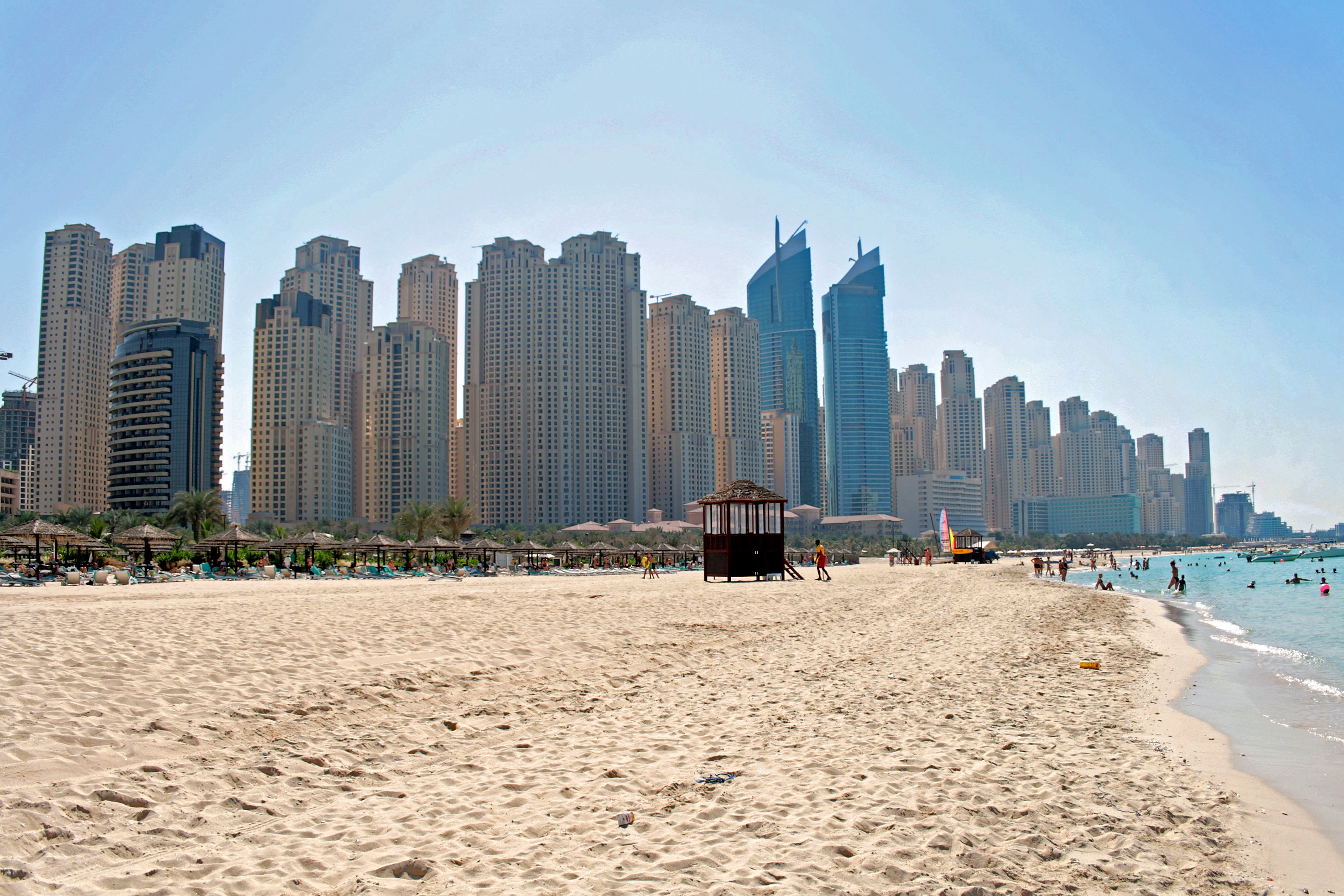
Jumeirah Beach met op de achtergrond de wolkenkrabbers van de Dubai Marina

## Bekende plekken/gebouwen in Jumeirah
Voor de kust van Jumeirah liggen een aantal kunstmatige eilanden die samen het project The World vormen. En een van de palmeilanden, Palm Jumeirah, bevindt zich aan de rand van dit stadsdeel. Het langgerekte Jumeirah Beach bestaat grotendeels uit openbaar strand, maar er zijn ook een aantal plaatsen die niet vrij toegankelijk zijn. Zoals het strand bij het Jumeirah Beach Hotel en het Wild Wadi waterpark. Daar vlak naast staat een van de beroemdste gebouwen van Dubai: de Burj Al Arab. Dit wordt ook wel het "enige 7-sterren hotel ter wereld" genoemd vanwege de ongekende luxe en enorme hoge prijzen. Een ander hotelcomplex in Jumeirah is de Madinat Jumeirah. Behalve als hotel doet het ook dienst als moderne souk waar de sfeer van het authentieke Dubai is nagebouwd. Een ander enorm winkelcentrum in de wijk is de Mall of the Emirates, waarvan het enorme overdekte wintersportpark Ski Dubai ook onderdeel is. Jumeirah is ook bekend om zijn moskee, de Jumeirah-moskee.
De Tram van Dubai rijdt van Dubai Marina via de entree van Palm Jumeirah (verbinding met de Palm Jumeirah Monorail) het stadsdeel Jumeirah in. Er zijn uitbreidingsplannen waardoor de tram verder de wijk in zal rijden naar Madinat Jumeirah met daarna een aftakking naar de Burj Al Arab en een aftakking naar de Mall of the Emirates.

## Geschiedenis
Archeologische opgravingen die vanaf 1969 werden gedaan, tonen aan dat het gebied al in het Abbasiden-tijdperk werd bewoond, ongeveer in de 10e eeuw. Met een oppervlakte van ongeveer 80.000 m² lag de locatie langs een karavaanroute die India en China met Oman en Irak verbindt. Historisch gezien waren Emirati-mensen die in Jumeirah woonden vissers, parelduikers en handelaars. Aan het begin van de 20e eeuw was het een dorp met ongeveer 45 areesh (palmblad) hutten, voornamelijk bewoond door bedoeïenen van de Bani Yas en Manasir-stammen. Destijds lag Jumeirah ongeveer 4 à 5 km ten zuidwesten van Bur Dubai en Deira en was dus een aparte plaats.
In de moderne tijd (vanaf 1960) was Jumeirah het belangrijkste gebied voor westerse expats. Het strandgebied heette voorheen "Chicago Beach", vanwege het voormalige Chicago Beach Hotel dat er gevestigd was. De naam van het hotel had zijn oorsprong in de Chicago Bridge & Iron Company, die ooit gigantische drijvende olieopslagtanks op die locatie had. De oude naam bleef nog een tijd bestaan nadat het oude hotel in 1997 was afgebroken. "Dubai Chicago Beach Hotel" was de naam in de ontwikkelingsfase van een nieuw hotelproject op de plek van het oude hotel. Nog voordat met de bouw begonnen werd, kondigde Sheikh Mohammed bin Rashid Al Maktoum de nieuwe naam aan: Burj Al Arab.